# Julius Wolff (medicinare)

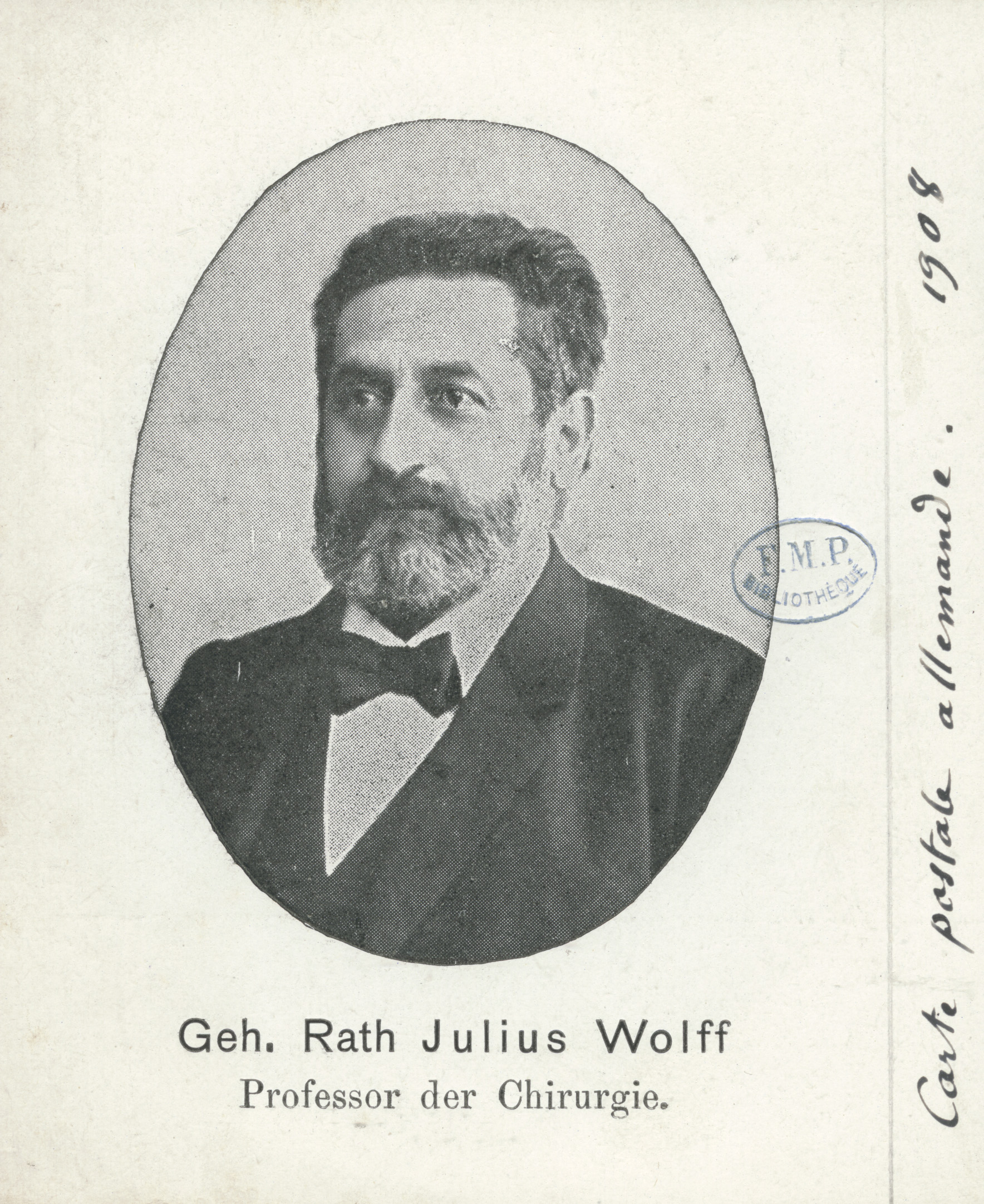
Julius Wolff

Julius Wolff, född 21 mars 1836 i Märkisch Friedland i Västpreussen, död 18 februari 1902 i Berlin, var en tysk kirurg som formulerade Wolffs lag. 
Wolff blev 1860 medicine doktor i Berlin samt 1868 docent och 1884 extra ordinarie professor i kirurgi där. Från 1890 var han föreståndare för den nyinrättade polikliniken för ortopedisk kirurgi, på vilket område han ansågs vara en auktoritet av första rang. Jämte en stor mängd större och mindre avhandlingar utgav han Das Gesetz der Transformation der Knochen (1892).